# ابن شاطر
علاءالدین ابوالحسن علی بن ابراهیم بن محمد بن همام انصاری یا مطعّم فلکی (۷۰۵–۷۷۷ هجری و ۱۳۰۴–۱۳۷۵ میلادی) اخترشناس و ریاضی‌دان عرب سوریه ای بود. وی یک ساعت آفتابی برای مسجد اموی ساخته بر روی مناره آن نصب کرد. تخصص وی در نجوم و علم مکانیک بود و عمدتاً بر روی طراحی و ساخت ساعت و اسطرلاب کار کرده‌است.

## زندگی‌نامه

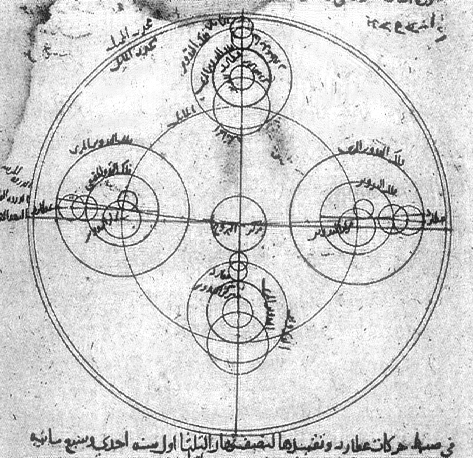

وی رئیس مسجد اموی دمشق و کارش تعیین اوقات نماز بود. ابن شاطر نزد علی بن ابراهیم (پسر عموی پدرش)، هنر کنده‌کاری بر روی عاج را فرا گرفت و به همین سبب به مطعّم معروف گردید و نیز نزد ایشان هیئت و حساب و هندسه را فراگرفت. ابن شاطر به اسطرلاب و رُبع علاقه داشت و ساعت‌های آفتابی می‌ساخت. مهم‌ترین کار ابن شاطر در علم نجوم، نظریه سیاره‌ای او است. وی در الگوهای سیاره‌ای خود، تغییرات بدیعی در الگوهای بطلمیوسی وارد کرده و نیز الگوهای وی همان الگوهای کوپرنیکوس است، با این تفاوت که جنبه زمین مرکزی دارند. ابن شاطر اسطرلابی در ۲۲ سالگی ساخت که هم‌اکنون در رصدخانهٔ ملی پاریس نگه‌داری می‌شود. ابن شاطر در سن ۳۴ سالگی دو اسطرلاب طراحی کرد و یکی از آن‌ها را اَلآلة الجامعة نامید. نمونه‌هایی از این دو اسطرلاب در موزهٔ هنر اسلامی قاهره و کتابخانه ملی پاریس نگه‌داری می‌شود.
از دیگر ساخته‌های ابن شاطر، دو ساعت آفتابی به جا مانده‌است. در ۷۷۳ ق ساعت آفتابی باشکوهی برای منارة شمالی مسجد اموی دمشق ساخت و قطعاتی از آن هم‌اکنون در باغ موزه ملی دمشق نگه‌داری می‌شود. صندوق الیواقیت الجامع لاعمال المواقیت ساعت آفتابی دیگری است که در مدرسه احمدیة حلب استفاده می‌شد و هم‌اکنون نیز در همان محل است.
آخرین ساخته ابن شاطر ابزاری مکانیکی بود که اسطرلابی بوده‌است که ابن شاطر بر روی دیوار خانه‌اش نصب کرده‌بود و شب و روز بدون محرکی در حرکت بود و ساعت‌های اعتدلالی و زمانی را نشان می‌داد. علاوه بر ساخت ابزار نجومی، مهم‌ترین کار وی، بیان نظریة سیاره‌ای نو بود که تحولات جدیدی در الگوهای بطلیموس ایجاد کرد.

## آثار
ابن شاطر تألیفات بی‌شماری نیز داشت که از آن‌ها فقط ۴۱ اثر بر جای مانده یا از آن‌ها نام برده شده‌است که برخی از آن‌ها در زیر آورده شده‌اند:
1. تعلیق الارصاد
2. الزیج الجدی
3. تسهیل المواقیت فی العمل بصندوق الیواقیت
4. الربع التّام
5. نهایة السول فی تصحیح الاصول
6. رسالة عن صنع الاسطرلاب
7. لفظ الجواهر فی معرفة الخطوط و الدوائر